# Rodolph A. Seiden
Rudolph A. Seiden (Langenwang, Estiria, 13 de agosto de 1900 – Kansas City, 12 de junio de 1965) fue un químico y activista sionista estadounidense de origen austríaco.
Seiden nació en el poblado de Langenwang (Austria). Desde joven se interesó por ayudar a sus compatriotas judíos, y en la década de 1920 ayudó a judíos de Rusia y Polonia a instalarse en Palestina. En 1935, él y su esposa, Juliette Seiden, previendo el inicio del Holocausto en la vecina Alemania, se mudaron a Kansas City (Misuri). Más tarde, fueron capaces de ayudar a proporcionar visados para muchos antiguos amigos que lograron sobrevivir. A partir de ese momento, su casa se convirtió en el lugar de encuentro para los refugiados procedentes de Europa que vinieron después de ellos, incluyendo un hermano y su cuñada.
Rodolfo Seiden es también conocido por obtener la primera patente para la fabricación de vidrio templado y desarrollar un método de fabricación de ensilaje para aves de corral.
A partir de 1938 fue vicepresidente de la producción e investigación de los Laboratorios de Haver-Lockhart en Kansas City, y director de la Compañía Coru King. También fue miembro de la American Chemical Society.